# Orthevielle

Orthevielle este o comună în departamentul Landes din sud-vestul Franței. În 2009 avea o populație de 885 de locuitori.

## Evoluția populației
| An        | 1975 | 1982 | 1990 | 1999 | 2006 | 2009 |
| --------- | ---- | ---- | ---- | ---- | ---- | ---- |
| Populație | 643  | 705  | 741  | 719  | 825  | 885  |